# Peter Carpser

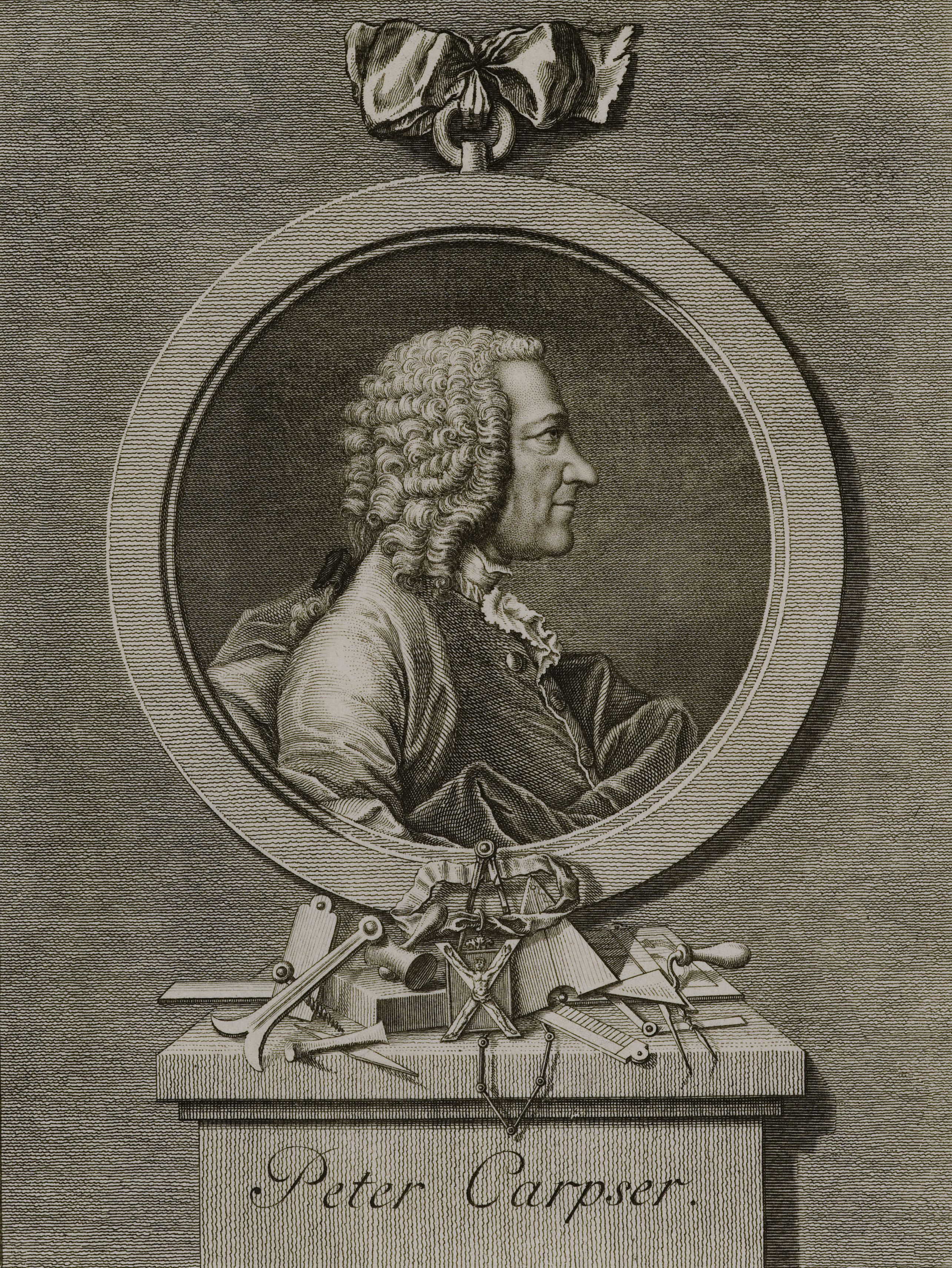
Peter Carpser, Kupferstich von Johann Martin Bernigeroth (1760) nach einem Porträt von Theodor Friedrich Stein

Peter Carpser (auch Pierre Carpser, * 1696 oder 1699 in Hamburg; † 8. Juli 1759 ebenda) war ein deutscher Wundarzt, Freimaurer und 1737 in Hamburg Mitbegründer der ältesten urkundlich belegten deutschen Freimaurerloge.

## Leben
Peter Carpser war der Sohn eines Hamburger Chirurgen und Barbiers. Er besuchte die Schule in Hamburg, erlernte zunftmäßig die Chirurgie und besuchte anschließend zur Weiterbildung eine Universität in Frankreich. Anscheinend ohne den Versuch einer Promotion unternommen zu haben, trat er 1729 in Hamburg in die wundärztliche Corporation ein, wirkte als einfacher Chirurg und erarbeitete sich in der Folge durch erfolgreiche Behandlungen und Operationen einen weit über Hamburgs Grenzen hinaus reichenden Ruf als bedeutendster aller damaligen Ärzte Hamburgs und als einer der besten praktischen Wundärzte seines Zeitalters.
Peter Carpser war am 6. Dezember 1737 gemeinsam mit dem späteren königlich preußischen Hofrat und Münzmeister Charles Sarry (1716–1766), dem Baron Georg Wilhelm Ludwig von Oberg (1711–1762), dem späteren braunschweigischen Legationsrat Peter Stüven (1710–nach Februar 1769) und dem Kaufmann Johann Daniel Krafft in der Taverne d`Angleterre des aus Christiania in Norwegen stammenden Weinwirts Jens Arbien (1708–nach 1747) in der Großen Bäckerstraße Mitbegründer der ältesten deutschen Freimaurerloge, der als Johannisloge zunächst noch ohne eindeutigen Logennamen gegründeten Loge à Hambourg Société des Acceptés Macons Libres de la Ville d’Hambourg, 1743 Absalom benannten und heutigen Hamburger Freimaurerloge Absalom zu den drei Nesseln. Arbeitssprache und Niederschriften der Loge war in den Jahren der Gründungszeit ausschließlich das Französische.
Am 20. Februar 1738 wurde er anlässlich einer außerordentlichen Loge in dem vom Hamburger Baumeister Hans Hamelau errichteten Baumhaus als Nachfolger von Georg Wilhelm Ludwig von Oberg für die Monate März, April und Mai 1738 zum Meister vom Stuhl gewählt, musste aber bereits am 8. März 1838 nach massivem Druck des Rates der Stadt Hamburg sein Amt niederlegen. Als Stadtarzt im Dienst der freien Reichsstadt Hamburg tätig war es für die Behörde nicht tragbar, dass einer ihrer Bediensteten in einer unkontrollierbaren Vereinigung nicht nur Mitglied, sondern auch noch deren Vorsitzender war.
Weiterhin erließ der Rat der Stadt am 7. März 1738 eine Verbotsverfügung gegen die Gesellschaft der Freimaurer und untersagte jegliche Aktivitäten und weitere Aufnahmen. Vor diesem Hintergrund übernahm Georg Wilhelm Ludwig von Oberg wieder den Hammer und die Mitglieder versammelten sich ab dieser Zeit zunächst nur noch in ihren Privatwohnungen.
Durch Vermittlung von Albrecht Wolfgang zu Schaumburg-Lippe und dem Logenmitglied Friedrich Christian von Albedyll (1699–1769) wurde  unter weiterer Beteiligung von Georg Ludwig von Kielmansegg in der Nacht vom 14. zum 15. August 1738 im zur Tarnung Zum Schloss Salzdahlum benannten Kornschen Gasthof in der Breiten Strasse in Braunschweig der zuvor nur als „Illustre Inconnu“ bezeichnete Kronprinz von Preußen und spätere Friedrich II. bzw. Friedrich der Große im Beisein der Delegationsmitglieder Baron von Oberg, Jakob Friedrich Bielfeld und Fabian Löwen unter der Mitgliedsnummer 31 als Freimaurer in die Hamburger Loge aufgenommen. Kronprinz Friedrich erhielt dabei in dieser Nacht den ersten (Lehrlings-), zweiten (Gesellen-) und dritten (Meister-)Grad. Auf Wunsch des Kronprinzen wurde dessen Begleiter, der damalige Hauptmann und spätere preußische Generalleutnant Leopold Alexander von Wartensleben unmittelbar nach ihm selbst ebenfalls in den Bund der Freimaurer aufgenommen.
Nach Differenzen mit verschiedenen Logenmitgliedern über die Art und Weise des Begleichens der bei der Aufnahme  entstandenen Reisekosten (Streitwert: „438 Mark Courant“), trat Peter Carpser mit Georg Wilhelm Ludwig von Oberg, Jakob Friedrich Bielfeld und Peter Stüven aus der Loge aus, blieb dieser jedoch weiterhin verbunden und vermittelte später zwischen Georg Wilhelm Ludwig von Oberg und dem neuen Meister vom Stuhl Matthias Albert Luttman (1711–1762), unter dessen Hammerführung die deutsche Sprache als Logensprache eingeführt wurde. Im Jahr 1744 wurde er gemeinsam mit Georg Wilhelm Ludwig von Oberg und Jens Arbien durch Graf Woldemar von Schmettau Schottenmeister und dann Aufseher der ersten Hamburger Schottenloge.
In seinem Haus in der Düsternstraße verkehrten bei seinen wöchentlichen Gesellschaften zahlreiche einheimische und auswärtige Künstler und Intellektuelle.
Er dichtete Trinklieder, wobei die beiden Lieder Wahre Freundschaft muß nicht wanken und Schenkt euch ein ihr lieben Brüder von dem zu dieser Zeit in Hamburg lebenden Musiker Conrad Friedrich Hurlebusch vertont, von Johann Friedrich Gräfe 1741 und 1743 veröffentlicht und darüber hinaus im Jahr 1800 von Johann Joachim Eschenburg bei der Herausgabe von Friedrichs von Hagedorn Poetische Werke im vierten Band aufgenommen wurden.
Am 3. November 1756 wurde Peter Carpser unter der Matrikel-Nr. 615 mit dem akademischen Beinamen Albucases II. zum Mitglied der Deutschen Akademie der Naturforscher Leopoldina gewählt. Sein gewählter Beiname war dabei vermutlich eine Reminiszenz an den andalusischen Arzt  und Wissenschaftler arabischer Herkunft Abulcasis.
Der eng mit ihm befreundete Friedrich von Hagedorn dichtete noch zu seinen Lebzeiten das Sinngedicht
Auf den Cheselden der Deutschen:

„Es lebe Carpser lang! er zieret unsre Zeiten.
Wünscht Aerzten seine Kunst, und Königen sein Herz!
Sein Anblick selbst erquickt, die Schwermut hemmt sein Scherz,
Und er vergißt sonst nichts, als seine Gütigkeiten.“

Er war seit 1734 mit Antoinette, geborene Suck verheiratet, die bereits nach dreijähriger Ehe verstarb. Der gemeinsame Sohn Peter Carpser (1735–1758) war Medizinstudent und starb nach seinen in der Schlacht bei Roßbach erlittenen Verwundungen bereits am 2. Januar 1758 im Alter von 22 Jahren in Leipzig, wobei Johann August Unzer anlässlich dessen Todes in Verbundenheit zum Vater eine Sammlung von Epicedien herausgab.

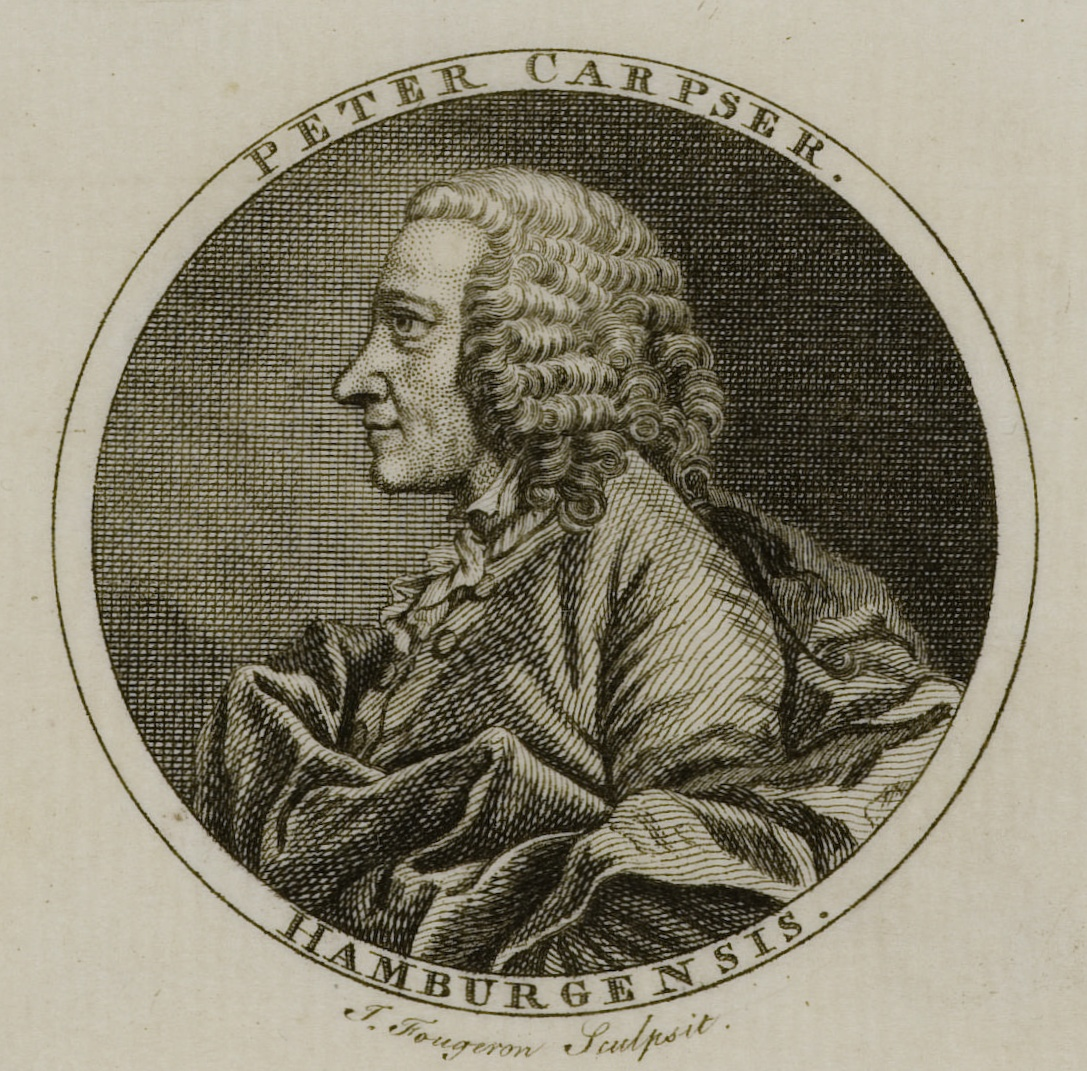
Peter Carpser, Kupferstich von Ignace Fougeron

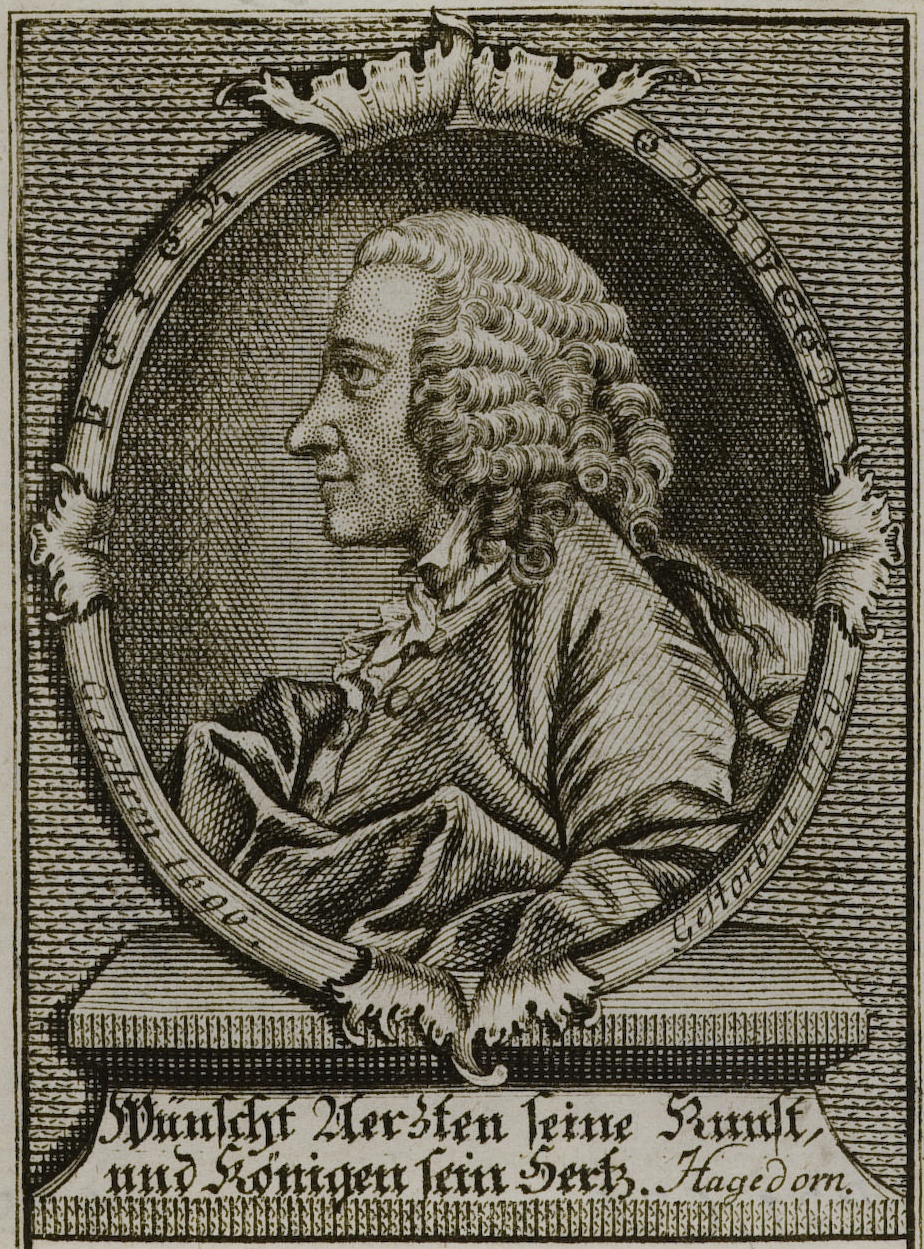
Bildnis von Peter Carpser mit Textzeile von Hagedorn: Wünscht Aerzten seine Kunst, und Königen sein Hertz.

Der britische Kupferstecher Ignace Fougeron fertigte einen Kupferstich von Peter Carpser (J. Fougeron Sculpsit), zu dem es unterschiedliche Umrahmungen und Bildunterschriften gibt.
Ein weiterer Kupferstich stammt vom Leipziger Kupferstecher Johann Martin Bernigeroth, der nach einem Beschluss der Loge, dass zum Andenken an Peter Carpser sein Bildnis in Kupfer gestochen und eine Medaille geschlagen werden solle, im Jahr 1760 ein vom Porträtmaler Theodor Friedrich Stein erstelltes Porträt von Peter Carpser in einen Kupferstich umsetzte.
Ein Nachweis für die Existenz einer Denkmünze bzw. Medaille konnte bisher nicht erbracht werden. Vereinzelt wird dafür allerdings in der Literatur das Vorkommen eines Medaillons in Gips erwähnt.
Im Jahr 1952 wurde der Carpserweg in Hamburg-Ohlsdorf zu Ehren von Peter Carpser benannt.
Von seiner Korrespondenz sind ein Brief vom 25. November 1749 an Christian Ludwig von Hagedorn und eine durch Johann Lorenz Ludwig Loelius am 6. September 1751 erstellte Abschrift eines Briefes vom 9. August 1751 an Christoph Jacob Trew überliefert.